# Новоисаево
Новоисаево (баш. Яңы Исай) — деревня в Нуримановском районе Республики Башкортостан Российской Федерации. Входит в состав Новосубаевского сельсовета. 

## География

### Географическое положение
Возле деревни протекает река Ретуш. 
Расстояние до:
- районного центра (Красная Горка): 31 км,
- центра сельсовета (Новый Субай): 15 км,
- ближайшей ж/д станции (Иглино): 81 км.

## Население
| 2002 | 2009 | 2010 |
| ---- | ---- | ---- |
| 8    | ↘7   | ↗9   |

Национальный состав
Согласно переписи 2002 года, преобладающие национальности —  башкиры (38 %), русские (37 %).